# Чешко, Сергей Викторович
Сергей Викторович Чешко (28 января 1954, Карл-Маркс-Штадт, ГДР — 6 января 2019) — советский и российский историк и этнолог. Доктор исторических наук, главный научный сотрудник Института этнологии и антропологии имени Н. Н. Миклухо-Маклая РАН.

## Биография
Родился в ГДР в семье военного. Окончил исторический факультет МГУ им. М. В. Ломоносова (1980). Кандидат исторических наук (1986), кандидатская диссертация: «Этнокультурные процессы в резервациях индейцев США в современный период». Доктор исторических наук (1996), докторская диссертация «Распад Советского Союза: этнополитический анализ».
В 1980—1984 годах работал заведующим отделом студенческой молодёжи Ленинского РК ВЛКСМ (Москва).
С 1985 года работал в Институте этнологии и антропологии имени Н. Н. Миклухо-Маклая РАН (ранее — Институт этнографии АН СССР). В разные годы работал учёным секретарем Межведомственного научного совета по изучению национальных процессов АН СССР (1987—1989), заведующим Центром междисциплинарных исследований ИЭА РАН, заместителем (с 1989) и главным редактором (2010—2011) журнала «Этнографическое обозрение», соредактором многотомной историко-этнографической серии «Народы и культуры». Около 20 лет (с 1989 года) занимал должность заместителя директора ИЭА РАН.
В последние годы жизни — главный научный сотрудник Центра по исследованию межэтнических отношений ИЭА РАН, также с 2014 года — главный соредактор журнала «Вестник антропологии».
Принимал участие в ряде резонансных судебных процессов по статье 282 в качестве эксперта.
Среди научных интересов С. В. Чешко — этнополитические процессы в постсоветской России и странах СНГ.
Скончался 6 января 2019 года.

## Основные работы
- Стельмах В. Г., Тишков В. А., Чешко С. В. Тропою слез и надежд (Книга о современных индейцах США и Канады). — М.: Мысль, 1990.
- Коренное население Северной Америки в современном мире (коллективная монография)/Отв. ред. В. А. Тишков. — М.: Наука, 1990.
- Чешко С. В. Идеология распада. — М.: ИЭА РАН, 1993.
- Чешко С. В. Распад Советского Союза: этнополитический анализ. — М.: ИЭА РАН 1996; 2-е изд.: — М.: ИЭА РАН, 2000.
- Чешко С. В. Этнология и социальная антропология: учеб. пособие для студ. учреждений высш. образования. — М.: Издательский центр «Академия», 2014.